# Ґран-прі (фільм, 1966)
Ґран-прі (англ. Grand Prix) — американський спортивний драматичний фільм 1966 року режисера Джона Франкенгаймера, який є вигаданою версією сезону Формули-1 1966 року.
У фільмі використані зелений та срібний автомобілі McLaren M2B (перший автомобіль команди McLaren), який був пофарбований у білий колір із зеленими смугами для Ґран-прі — у кольори вигаданої японської команди «Ямура». Технічним консультантом з виробництва фільму був американський гонщик Боб Бондурант.
Ґран-прі на 39-му Оскарі, який відбувся 10 квітня 1967 року в Громадській аудиторії Санта-Моніки отримав три нагороди в категоріях: звук, монтаж, монтаж звуку.

## Сюжет
Два гонщики Формули 1 борються з різними труднощами. Американець Піт Арон повинен залишити команду, тоді як британець Скотт Стоддард загоює рани після серйозної аварії на трасі.

## Актори
- Джеймс Ґарнер у ролі Піта Арона
- Ева Мері Сейнт у ролі Луїзи Фредеріксон
- Ів Монтан у ролі Жана-П'єра Сарті
- Міфуне Тосіро в ролі Ізо Ямури
- Браян Бедфорд у ролі Скотта Стоддарда
- Джессіка Волтер у ролі Пат Стоддард
- Антоніо Сабато в ролі Ніно Барліні
- Франсуаза Арді в ролі Лізи
- Адольфо Челі в ролі Агостіні Манетти
- Клод Дофін в ролі Гюґо Сімона
- Енцо Ф'єрмонте в ролі Ґвідо
- Женев'єв Паж у ролі Монік Дельво-Сарті
- Джек Ватсон у ролі Джеффа Джордана
- Дональд О'Браєн у ролі Воллеса Беннета